# Cinnabon

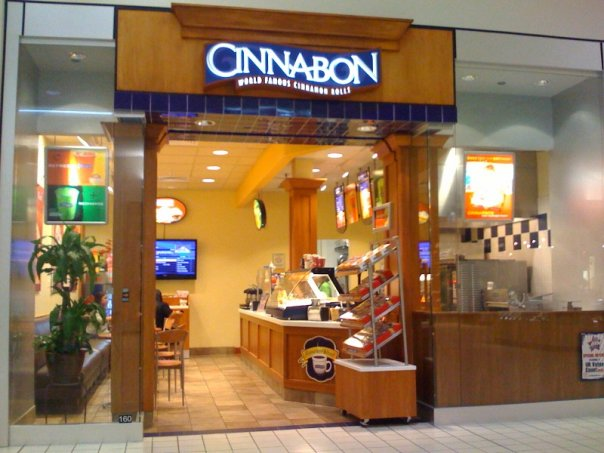
Кафе-пекарня Cinnabon у Каліфорнії

Cinnabon (вимовляється Сіннабон, англ. Cinnamon — кориця, лат. Bone — добре) — всесвітньо відома мережа фастфуд кафе-пекарень, де основною стравою є булочки з корицею, вершковим сиром і капкейки. Вона має понад 1100 кафе-пекарень по всьому світу. Представлена у понад 60 країнах. Частково розвивається за принципом франшизи.
Перша пекарня Cinnabon була відкрита у 1985 році в місті Сієтл, штат Вашингтон, США. Кориця сорту Макара вирощується спеціально для Cinnabon в горах Індонезії.
В Україні перша пекарня Cinnabon була відкрита у 2012 році в місті Києві. Станом на 2023 рік в Україні працюють 6 закладів.